# Paal Merah
Paal Merah is een bestuurslaag in het regentschap Jambi van de provincie Jambi, Indonesië. Paal Merah telt 12.301 inwoners (volkstelling 2010).